# 于山
26°04′41.35″N 119°18′29.57″E / 26.0781528°N 119.3082139°E
于山（平話字：Ṳ̆-săng，實際讀音：/y˥˥ laŋ˥˥/），又名九仙山、九日山。是位于中国福建省福州市鼓楼区的一座山丘，最高海拔52.2米，面积11.9公顷，相传战国时期古民族于越氏的一支居此而得名，傳說閩越王無諸九月九日在此登高宴飲，故有無諸臺、九日台等遺址。汉代有临川何氏九兄弟（何氏九仙）在此炼丹修仙，故又名九仙山。于山与屏山、乌石山常并称为福州“三山”。于山上有报恩定光多宝塔（白塔）、补山精舍、戚公祠、大士殿、摩崖题刻等众多古迹。
2019年4月，于山迎来二十年来最大规模的改造提升，以“显山露塔”为原则，拆除东方书画社和周边建筑，复原定光寺前明城墙大台阶，重建浩然亭和第一亭。改造计划于2019年6月底完成。但受2019年夏季频繁降水影响，延期至7月完工。2019年9月11日，改造后的于山举行开园仪式。
- 白塔寺和白塔
- 补山精舍
- 戚公祠
- 大士殿